# جيف جيمس (منتج أسطوانات)
جيف جيمس (بالإنجليزية: Jeff James)‏ هو منتج أسطوانات أمريكي، ولد في 18 نوفمبر 1988.